# حاجی عمر سابانجی
حاجی عمر سابانجی (انگلیسی: Hacı Ömer Sabancı) (زاده ۱ ژانویه ۱۹۰۶ - درگذشته ۲ فوریه ۱۹۶۶) کارآفرین، بازرگان و مدیر ارشد اجرایی اهل ترکیه بود، که شرکت سابانجی هولدینگ را تأسیس نمود.